# Nova Canaã
Nova Canaã este un oraș în statul Bahia (BA) din Brazilia. Conform estimărilor Institutul Brazilian de Geografie și Statistică (IBGE) din 2020, populația sa era de 16 472 de locuitori.

## Istorie
Nova Canaã a fost emancipată de municipalitatea Poções prin legea 1540, la 21 octombrie 1961. Istoria sa începe în perioada cuprinsă între 1904 și 1910, când terenurile din această zonă au început să fie populate. 
În anul 1925, în zonă a apărut satul Água Fria, atrăgând mulți rezidenți din alte municipalități și localități, motivați de plantația de cafea. Acest sat a prosperat rapid și a contribuit la dezvoltarea economică a zonei. Cu toate acestea, Água Fria se afla într-o zonă muntoasă și nu avea posibilități de extindere. Astfel, în 1940, în urma discuțiilor cu reprezentanții politici ai districtului și autoritățile locale, s-a luat decizia de a muta satul la ferma Caldeirão. Numele fermei a fost schimbat în Nova Canaã, o denumire cu origini biblice care semnifică „țara promisă”.
Transferul satului la Nova Canaã a avut ca rezultat o creștere rapidă a comerțului și a dezvoltării locale. Principalele activități economice în zonă sunt cultivarea cafelei și creșterea animalelor.

## Geografie
Nova Canaã se află la 21 km distanță de Itajaí, la 7 km de Iguaí, la 45 km de Poções, la 23 km de Ibicuí, la 110 km de Vitória da Conquista, la 127 km de Itabuna, la 163 km de Ilhéus, la 496 km de Salvador (capitala statului), la 1000 km de Belo Horizonte, la 1155 km de capitala federală Brasilia și la 1220 km de Rio de Janeiro.
Municipiul are două districte: sediul districtului și Itajaí, precum și satele Icaraí și Serra do Capa Bode.